# Gobiconodontidae
Gobiconodontidae é uma família de mamíferos extintos do período Cretáceo Inferior.

## Cladograma
Cladograma baseado em Marisol Montellano, James A. Hopson, James M. Clark (2008) and Gao et al. (2010).
|  | ? Meemannodon |
|  |               |
|  | Repenomamus   |
|  |               |

|  | Gobiconodon (incl. Guchinodon) |
|  |                                |
|  | Huasteconodon                  |
|  |                                |

|  | ? Meemannodon |
|  |               |
|  | Repenomamus   |
|  |               |

|  | Gobiconodon (incl. Guchinodon) |
|  |                                |
|  | Huasteconodon                  |
|  |                                |

|  | ? Meemannodon |
|  |               |
|  | Repenomamus   |
|  |               |

|  | Gobiconodon (incl. Guchinodon) |
|  |                                |
|  | Huasteconodon                  |
|  |                                |

|  | ? Meemannodon |
|  |               |
|  | Repenomamus   |
|  |               |

|  | Gobiconodon (incl. Guchinodon) |
|  |                                |
|  | Huasteconodon                  |
|  |                                |